# 村田正雄 (3代目)
三代目 村田 正雄（さんだいめ むらた まさお、1918年6月7日 - 1999年12月31日）は、日本の俳優である。本名・旧芸名、稲葉 正一。

## 人物・来歴
戦前は、新派、少年歌舞伎、戦後は軽演劇で活動する。
2代目村田正雄（本名村田 高一　1891年 - 1950年）没後に、三代目を襲名。
その後はテレビドラマに出演するようになり、時代劇や現代劇などで主に脇役として活躍する。
1999年12月31日、肝不全のため死去。満81歳没。

## 出演

### テレビドラマ
- 事件記者（1959年、NHK）
- 少年探偵団（1960年、CX）
- ゼロの焦点（1961年8月15日 - 11月28日、CX）
- 絆 「純愛シリーズ」第30話（1962年1月24日、TBS）
- フライング・スポット（1962年2月1日、NHK） - 文の父
- コメディフランキーズ（1963年、TBS）
- 特別機動捜査隊（NET / 東映）
  - 第113話「迷える証言」（1963年）
  - 第245話「太陽の誘惑」（1966年）
  - 第313話「佐渡の踊り子」（1967年）
  - 第643話「ちぎれた首飾り」（1974年）- 進藤
  - 第699話「春の色泥棒伝」（1975年）- 井原泰造
  - 第729話「真空地帯」（1975年）- 三次郎
- 七人の刑事 第131話「春の愁い」（1964年、TBS）
- 廃虚の唇 第3話（1964年、NET / 東映） - 三田署刑事
- 人形佐七捕物帳（1965年4月9日 - 1966年4月1日、NHK） - 寅松
- 文五捕物絵図（1967年 - 1968年、NHK） - 河太郎
- 三匹の侍 第6シリーズ 第12話「土は哭いていた」（1968年、CX） - 多十
- 女優 わが道（1969年、NHK）- 八木教頭
- 潮風の女（1970年、NHK）- 幸吉
- 繭子ひとり（1971年 - 1972年、NHK）
- 気になる嫁さん 第23話「わかっちゃいない」（1972年、日本テレビ / ユニオン映画) - 広沢寅吉
- 愛の戦士レインボーマン（1972年 - 1973年、NET / 東宝） - 水野正造
- 出会い（1973年、NHK）
- 遠山の金さん捕物帳 第138話「天井天下に命を張った男」（1973年、NET） - 東兵衛
- 編笠十兵衛（1974年 - 1975年、フジテレビ / 東映） - 伊兵衛
- 水もれ甲介 第19話「おひかえなすって!」（1974年、日本テレビ / ユニオン映画） - 浅井辰吉
- がんばれ!!ロボコン 第38話「キントット！おいら魚屋になるぞォ」（1975年、NET /  東映） - 辰吉
- 遠山の金さん（1976年 - 1977年、NET / 東映） - 長命庵主人・甚兵衛
- 非情のライセンス 第2シリーズ 第82話「兇悪の接吻」（1976年、NET / 東映） - 脇坂直治
- 夫婦旅日記 さらば浪人 第21話「われこそは花嫁の父」（1976年、フジテレビ）
- 桃太郎侍 （1976年-1981年、NTV）
  - 第81話「瞼に咲いた白い花」- 播磨屋利兵ヱ
  - 第98話「飛び立った雉の与之助」 - 吉田金兵ヱ
  - 第153話「父の敵は桃太郎」- 藤吉
  - 第179話「道楽息子の置土産」- 美濃屋喜兵衛
  - 第224話「邪剣に勝った瓦版」- 越前屋清右衛門
  - 第244話「義賊の恋」- おかのの父
  - 第256話「人生、グチあり笑いあり」 - 塚本三太夫
  - 第258話「さらば桃太郎」 - 塚本三太夫
- 水戸黄門（TBS / C.A.L）
  - 第8部 第10話「命賭ける時 -名古屋-」（1977年9月19日） - 嘉兵衛
  - 第9部 第19話「仇討ち笹りんどう -中津川-」（1978年12月11日） - 甚助
  - 第10部 第4話「仇討ち箱根馬子唄 -箱根-」（1979年9月3日） - 喜助
  - 第12部 第15話「娘意気地の生一本 -柳井-」（1981年12月7日） - 佐兵衛
  - 第13部 第22話「復讐!化け猫騒動 -佐賀-」（1983年3月14日） - 伊兵衛
  - 第14部 第20話「仇を討たれに来た男 -新発田-」（1984年3月12日） - 甚兵衛
  - 第15部 第25話「友を救った男の真実 -小浜-」（1985年7月15日） - 源助
  - 第19部 第5話「謎の剣士!烏天狗 -中村-」（1989年10月23日） - 藤兵衛
- 太陽にほえろ!（NTV / 東宝）
  - 第289話「殿下と少年」（1978年） - 中里
  - 第517話「落書き」（1982年） - 小倉三郎
- 暴れん坊将軍シリーズ （ANB / 東映）
  - 吉宗評判記 暴れん坊将軍
    - 第12話「紀州から来た凄い女」 （1978年）- 長兵衛
    - 第44話「鮮血! 拝領の剣」（1978年） - 久七
    - 第79話「天下御免!おふくろの味」（1979年） - 仙右衛門
    - 第95話「炎の海に虹を見た」（1980年） - 松造
    - 第112話「誇り高きカモ侍」（1980年） - 堀辺重兵衛
    - 第142話「年の暮 新さん巷の煤払い」（1980年） - 勘助
    - 第204話「夜の風花 別れ花」（1982年） - 吾兵衛

  - 暴れん坊将軍II
    - 第26話「五郎左の寝所に忍んだ女」（1983年） - 格之丞
    - 第101話「吉宗 越前 白洲の対決!」（1985年） - 加助

  - 暴れん坊将軍III
    - 第40話「吉宗が怒った役人天国!」（1988年） - 嘉平
    - 第129話「吉宗、しばし名残の大暴れ!」（1990年） - 七兵衛
- 銭形平次 第634話「若君とお京ちゃん」（1978年、CX）
- 連続テレビ小説（NHK）マー姉ちゃん（1979年） - 大五郎
- 江戸の旋風シリーズ（フジテレビ / 東宝）
  - 同心部屋御用帳 江戸の旋風IV 第16話「仇討ち姉妹」（1979年） - 鶴屋喜兵衛
  - 新・江戸の旋風 第26話「猫が小判を持って来た」（1980年） - 源七
- 長七郎天下ご免! （ANB）
  - 第12話「起て!魚河岸の暴れん坊」（1980年） - 森九右衛門
  - 第27話「骨までしゃぶったお殿様」（1980年） - 高木八右衛門
- ザ・ハングマン 第37話「悪のカゲに浮気妻あり」（1981年、ABC） - 西山
- 松平右近事件帳 第9話「ほおずきを噛む女」（1982年、NTV） - 八助
- 火曜サスペンス劇場（NTV）
  - 「ママに殺意を」（1981年11月17日、ユニオン映画）
  - 刑事・鬼貫八郎第2作「擬装心中」（1993年11月30日） - 守山金作（グリーンハイツの管理人）
- 遠山の金さん 第1シリーズ 第96話「妖剣秘話・裏切られた女!」（1984年、ANB / 東映） - 仁平※高橋英樹版
- 特捜最前線 （テレビ朝日 / 東映）
  - 第426話「海外特派員殺人ミステリー！」（1985年）
  - 第496話「魔のクリスマスプレゼント！」（1986年）
- 必殺シリーズ（ABC / 松竹）
  - 必殺仕事人 第34話「釣技透かし攻め」（1980年） - 彦十
  - 必殺仕事人Ⅲ・第34話「大名になったのは同級生」‐永豚
  - 必殺仕事人V・激闘編 第16話「主水、クモ男を捕り逃がす」（1986年） - 茂平次
  - 必殺仕事人V・風雲竜虎編 第7話「主水の刀を研ぐ男」（1987年） - 辰蔵
- 傑作時代劇 第9話「おんなの密書 ボーナスは瓜一個」（1987年、テレビ朝日）
- 天までとどけ（1991年） - 丸山栄三
- 女子高生!キケンなアルバイト（1991年、TBS / 東宝）
- 鬼平犯科帳（CX / 松竹）
  - 第2シリーズ 第13話「密告」（1991年） - 久兵衛
  - 第5シリーズ 第8話「犬神の権三郎」（1994年） - 桶屋の安兵衛
- 名奉行 遠山の金さん（テレビ朝日 / 東映）
  - 第4シリーズ 第11話「殺人者は振り袖の美女」（1992年2月6日） - 留次郎
  - 第5シリーズ 第16話「獄門台から逃れた男と女」（1993年7月29日） - 飲み屋の親爺
- 大岡越前 第12部 第23話「駕籠屋が見ていた真犯人」（1992年3月23日、TBS / C.A.L） - 喜助
- はぐれ刑事純情派第6シリーズ 第20話「安浦刑事が仲人！掏摸からすった男」（1993年、ANB / 東映）- 岩本
- 裸の大将 第65話「清と謎の美人絵灯籠」（1994年）
- 土曜ワイド劇場「旅役者葵長五郎 殺意のめぐり逢い」（1995年、ANB / 東映） - 吉田仙吉

### 映画
- 息子（1991年、松竹） - 藤田

### 舞台
- たぬき
- 鶴八 鶴次郎

| スタブアイコン | サブスタブ | この項目は、まだ閲覧者の調べものの参照としては役立たない、俳優（男優・女優）に関連した書きかけの項目です。この項目を加筆・訂正などしてくださる協力者を求めています（P:映画/PJ芸能人）。 |